# Bastian Osorio
Bastian Osorio est un joueur international chilien de rink hockey. Il évolue, en 2015, au sein du Thomas Bata.

## Palmarès
En 2015, il participe au championnat du monde de rink hockey en France.